# 2118
2118 (ММCXVIII) е обикновена година, започваща в сряда според Григорианския календар. Тя е 2118-ата година от новата ера, сто и осемнадесетата от третото хилядолетие и деветата от 2110-те.